# Fosse no 7 - 7 bis des mines de Liévin
La fosse no 7 - 7 bis de la Compagnie des mines de Liévin est un ancien charbonnage du Bassin minier du Nord-Pas-de-Calais, situé à Avion. Les travaux commencent en 1920, et la fosse commence à produire en 1923. De vastes cités, comptant un grand nombre de corons sont bâties à proximité de la fosse, au nord et à l'ouest.
La Compagnie des mines de Liévin est nationalisée en 1946, et intègre le Groupe de Liévin. Sept mineurs périssent le 10 septembre 1948 dans l'explosion qui a suivi l'incendie. En 1952, le Groupe de Liévin fusionne avec le Groupe de Lens pour former le Groupe de Lens-Liévin. La fosse est modernisée en vue de devenir un siège de concentration, un lavoir est également construit sur le carreau. Le terril no 76, 7 de Liévin, est édifié à l'ouest de la fosse. La fosse no 4 - 4 bis est concentrée en 1955, la fosse no 3 - 3 bis - 3 ter l'est trois ans plus tard. Vingt-et-un mineurs périssent dans une explosion dans la nuit du 1er au 2 février 1965. Le puits no 7 est approfondi à 1 045 mètres en 1965, le lavoir ferme l'année suivante.
La fosse no 7 - 7 bis cesse d'extraire en 1973, date à laquelle elle est concentrée sur la fosse no 11 - 19 sise à Loos-en-Gohelle. Elle assure le service et l'aérage jusqu'en 1984, puis est conservée pour les travaux du fond jusqu'à la fermeture de la fosse no 11 - 19 en 1986, c'est à cette même date que les puits sont remblayés, les chevalements sont détruits en 1987.
La fosse est alors exploitée pour son grisou par Gazonor. Le terril conique est exploité, jusque dans les années 2010. Au début du XXIe siècle, Charbonnages de France matérialise les têtes des puits nos 7 et 7 bis. Les cités sont rénovées. Bien que le bâtiment de la machine d'extraction du puits no 7 bis a été détruit à la fin de l'année 2007, il subsiste sur le carreau de fosse de nombreux bâtiments. Le cavalier minier reliant ce terril à la fosse no 7 - 7 bis, la cité-jardin du Bouvier et son école, et la cité de corons des Pinchonvalles ont été classés le 30 juin 2012 au patrimoine mondial de l'Unesco.

## La fosse

### Fonçage
Les deux puits de la fosse no 7 - 7 bis sont commencés en 1920, pendant que les autres fosses sont reconstruites. Il s'agit de la seule fosse de la compagnie à n'avoir pas connu la Première Guerre mondiale. Elle est située sur la même latitude que la fosse no 6 - 6 bis. Le puits no 7 bis est situé à cinquante mètres au sud du puits no 7. La fosse est située à 1 895 mètres au sud-ouest de la fosse no 4 - 4 bis, et à 1 887 mètres au sud-sud-est de la fosse no 3 - 3 bis - 3 ter.

### Exploitation
La fosse commence à extraire en 1923. Les deux puits assurent l'extraction, le service et l'aérage, le puits no 7 est entrée d'air, le puits no 7 bis est retour d'air.
La Compagnie des mines de Liévin est nationalisée en 1946, et intègre le Groupe de Liévin. Un incendie se déclare dans un quartier d'exploitation de la fosse le 10 septembre 1948, sept mineurs périssent dans l'explosion qui s'ensuit. En 1952, le Groupe de Liévin fusionne avec le Groupe de Lens pour former le Groupe de Lens-Liévin.

### Siège de concentration
Malgré le fait que la fosse soit réputée très grisouteuse, elle est choisie pour devenir siège de concentration. Les travaux de modernisation commencent en 1953. Deux ventilateurs Berry de 650 chevaux sont mis en place. Le puits no 7 est équipé d'un chevalement à molettes superposées, et d'une machine d'extraction à poulie Koepe. Le puits no 7 bis est doté de nouvelles bigues, de molettes parallèles, et d'une poutre de roulement. Un lavoir est également installé sur le site. La fosse no 4 - 4 bis est concentrée sur la fosse no 7 - 7 bis en 1955, puis c'est au tour de la fosse no 3 - 3 bis  - 3 ter de l'être en 1958.
Une autre explosion survient dans la nuit du 1er au 2 février 1965, lorsque vingt-et-un mineurs injectaient de l'eau dans une veine et déplaçaient la motrice du rabot. Tous périssent. En 1965 également, le puits no 7 est ravalé de 900 à 1 045 mètres. La lavoir ferme en 1966.
La fosse cesse d'extraire en 1973, date à laquelle elle est concentrée sur la fosse no 11 - 19 des mines de Lens, sise à Loos-en-Gohelle à 4 940 mètres au nord-nord-ouest. L'exploitation est envoyée de l'étage de 940 mètres à celle de 710 mètres de la fosse no 11 - 19.
La fosse continue le service et l'aérage jusqu'en 1984, elle sert ensuite uniquement pour les travaux du fond, jusqu'à la fermeture de la fosse no 11 - 19 en 1986. Les puits nos 7 et 7 bis, respectivement profonds de 1 105 et 928 mètres, sont remblayés en 1986. Les chevalements sont détruits l'année suivante.

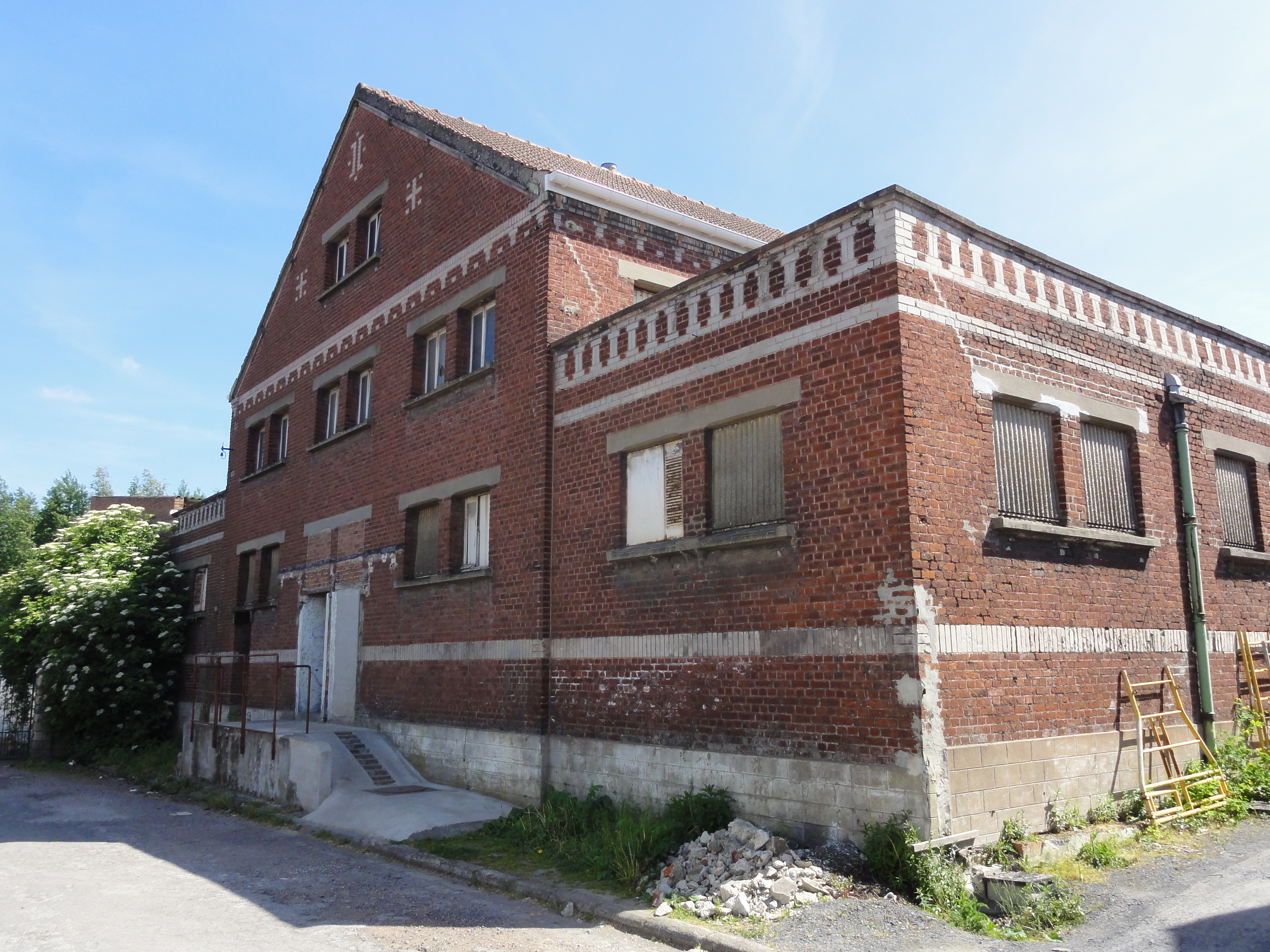
Les bains-douches.
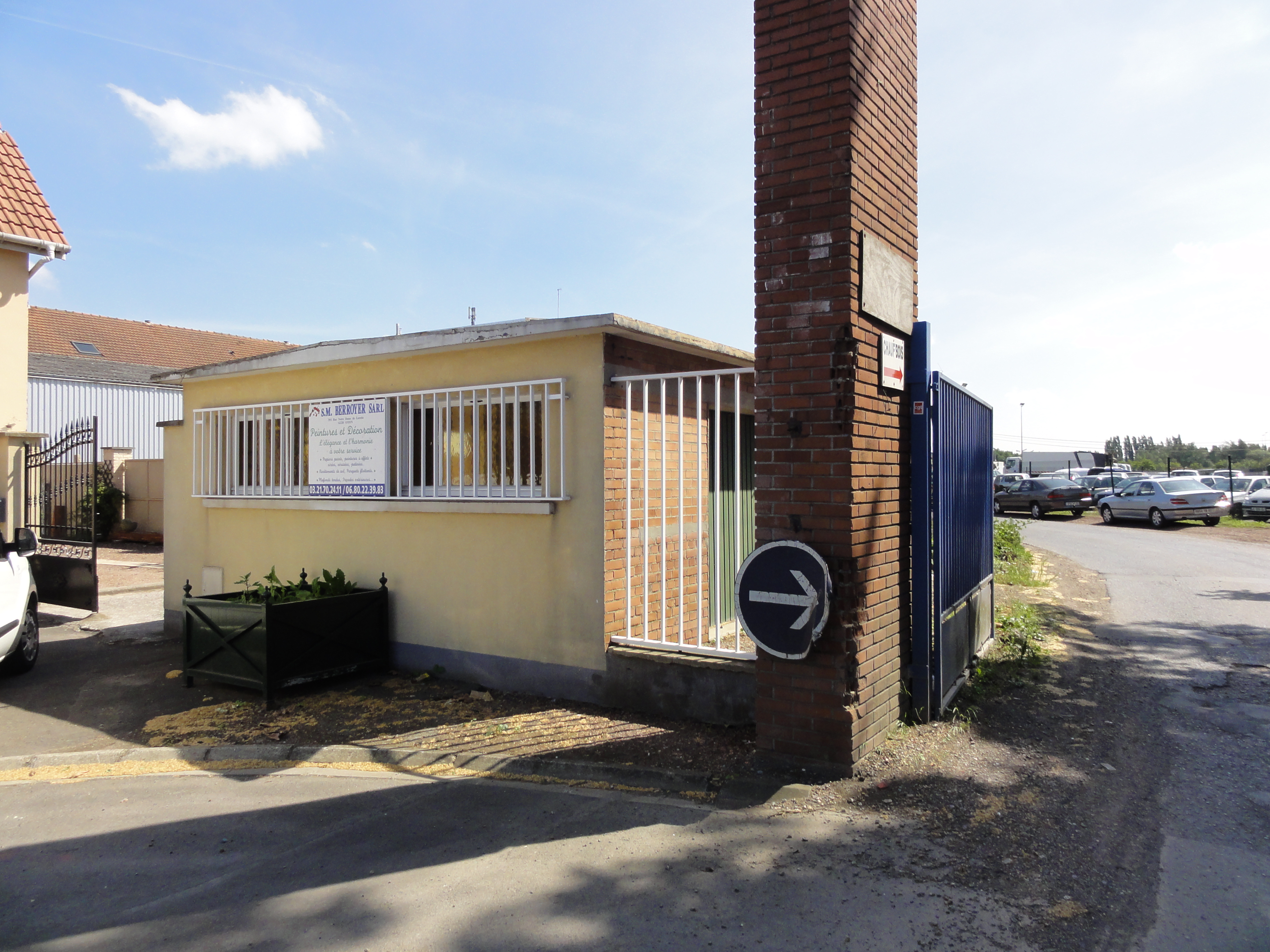
L'entrée de la fosse.
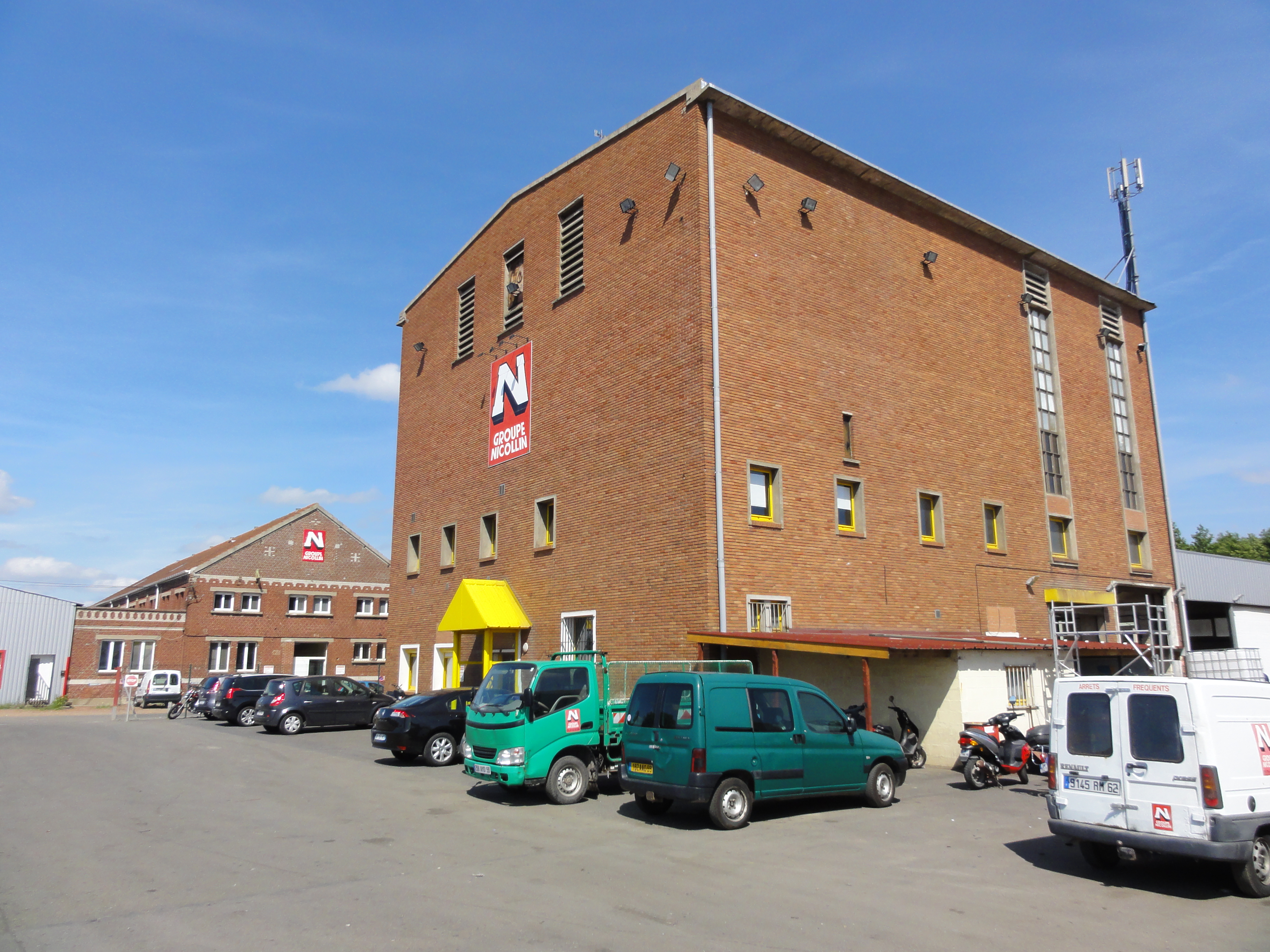
La salle des machines du puits no 7.
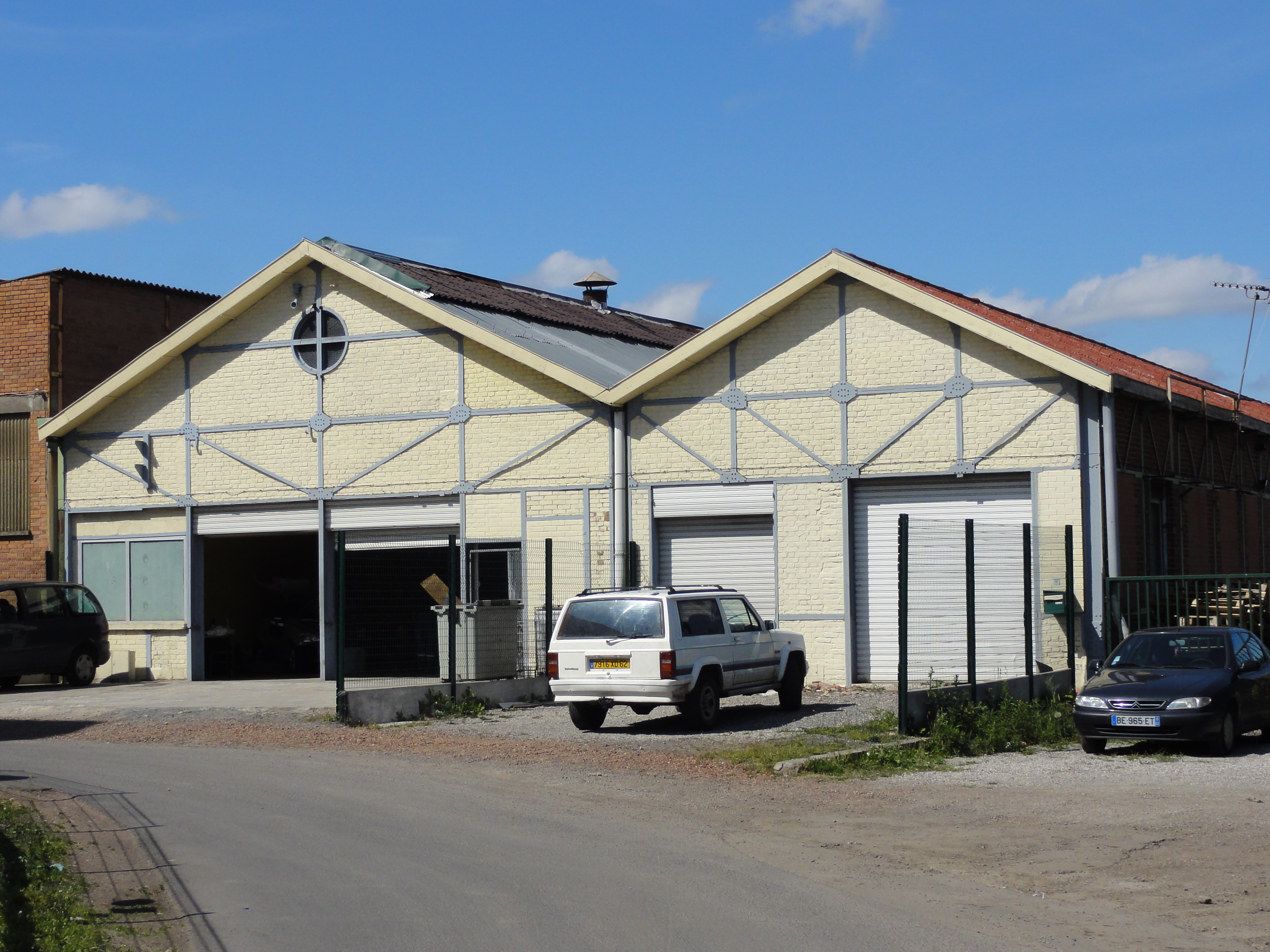
La lampisterie
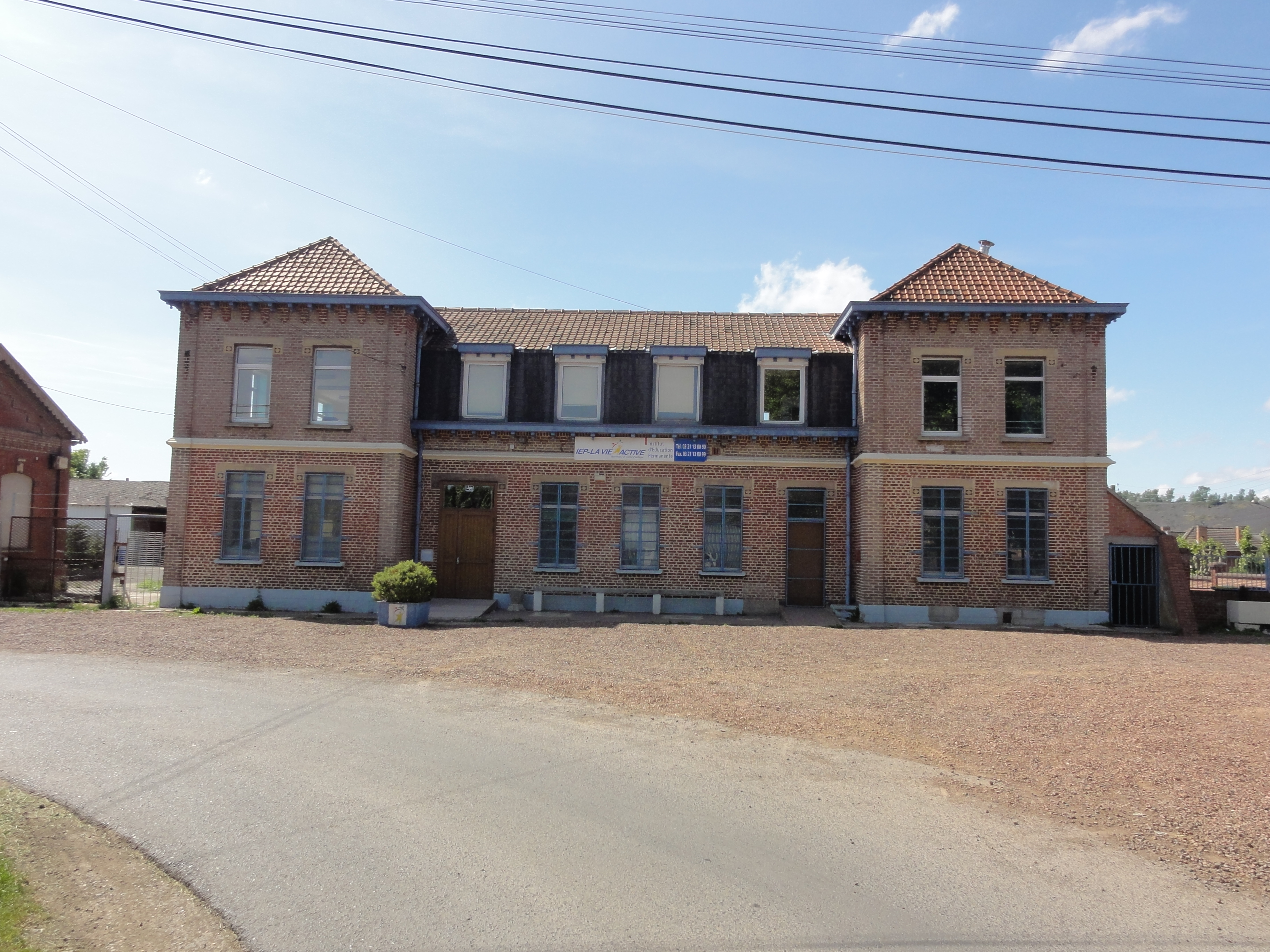
Les bureaux.
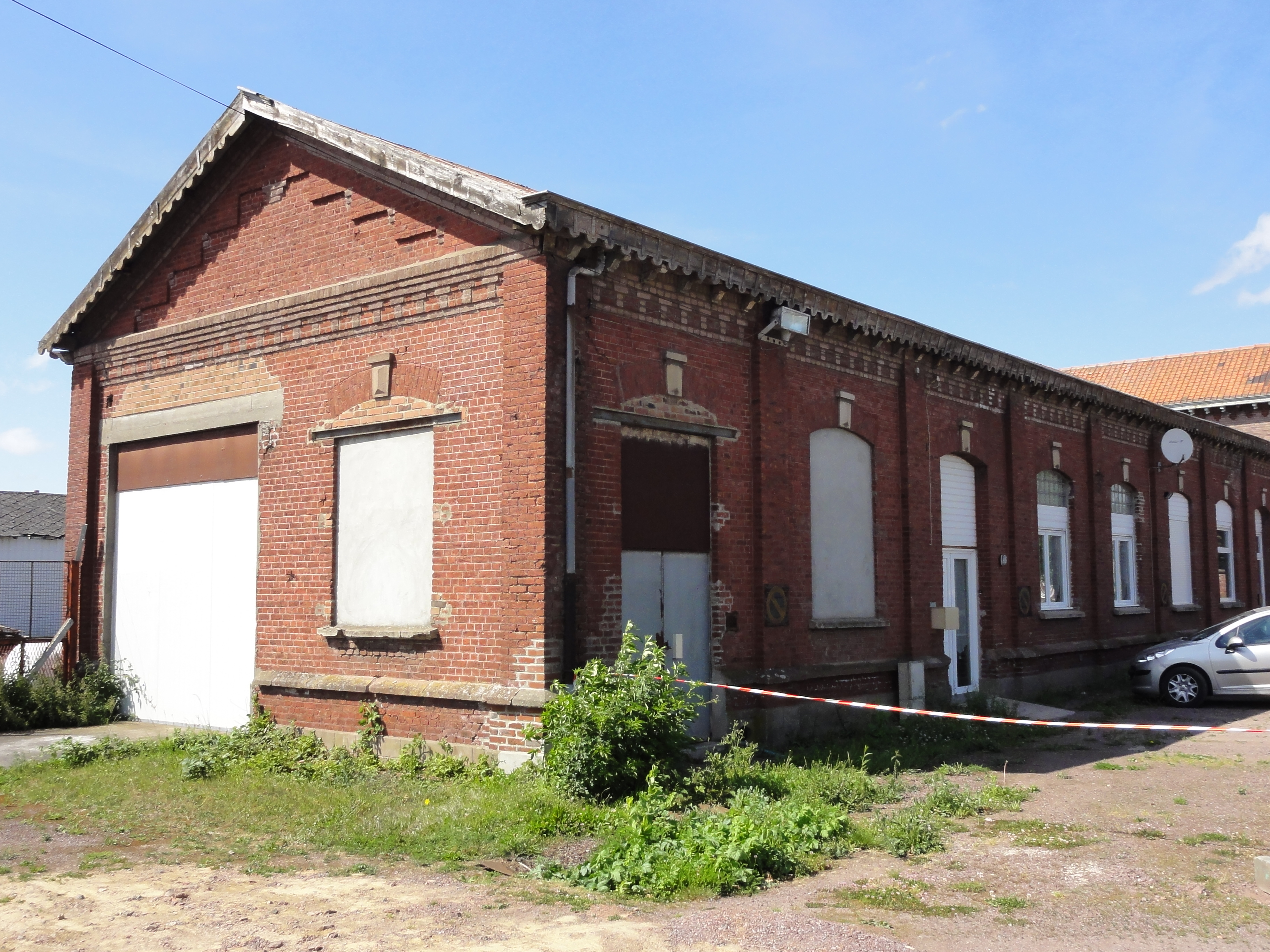
Un atelier.

### Reconversion
Au début du XXIe siècle, Charbonnages de France matérialise les têtes des puits nos 7 et 7 bis, les deux puits comportent des exutoires de grisou. Le BRGM y effectue des inspections chaque année. La fosse est encore exploitée pour son grisou, par Gazonor. Le bâtiment de la machine d'extraction du puits no 7 bis a été détruit en novembre et décembre 2007. Il subsiste le logement du concierge, les bureaux des gardes, le poste de garde, les bains-douches, la lampisterie, le service des constructions, les garages et les garages à vélos, la salle de paye, les bureaux, les magasins, la chaufferie, les ateliers et la machine d'extraction du puits no 7,.

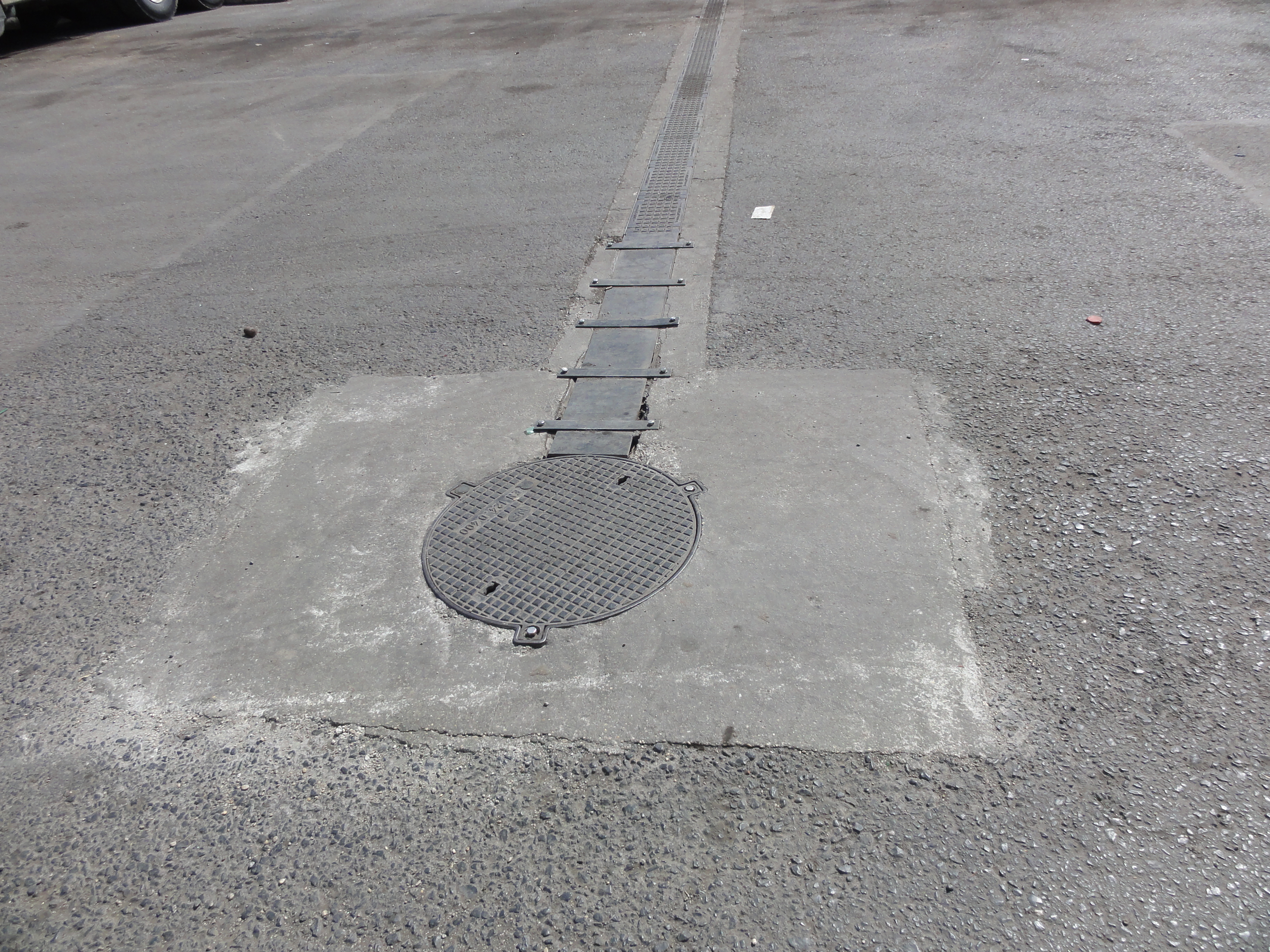
La tête de puits matérialisée no 7.
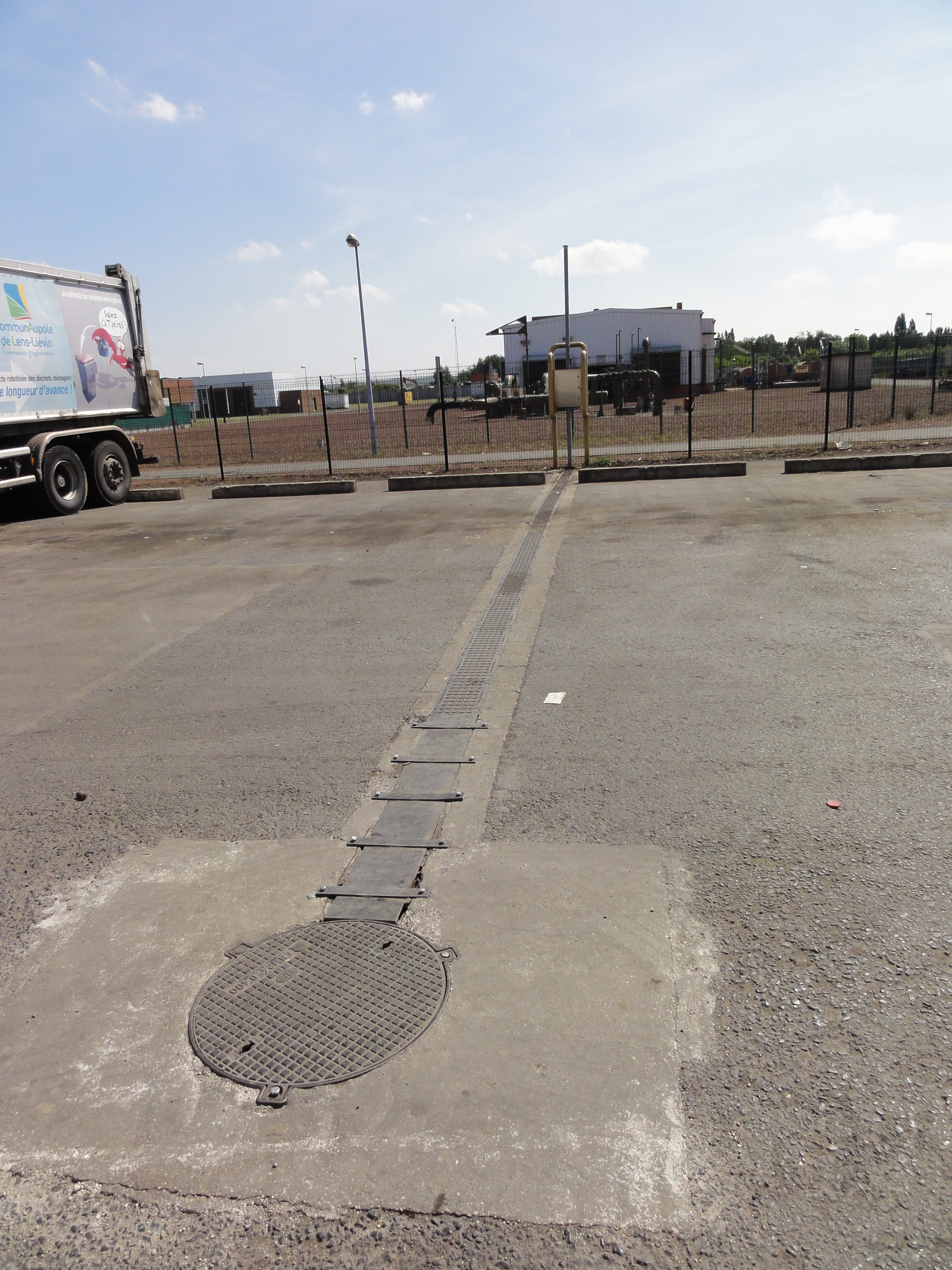
Le puits no 7 dans son environnement.
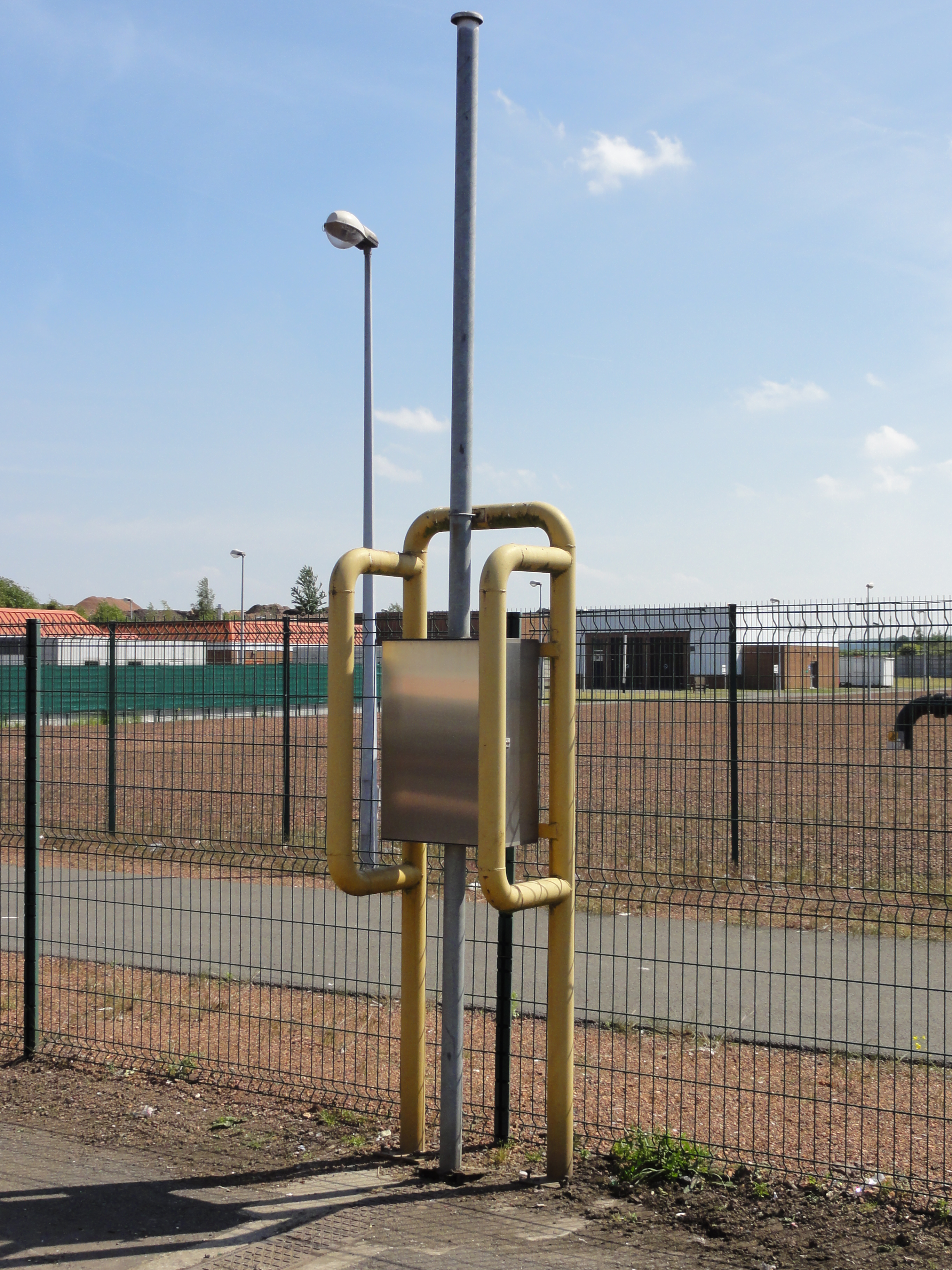
L'exutoire de grisou.

## Le terril

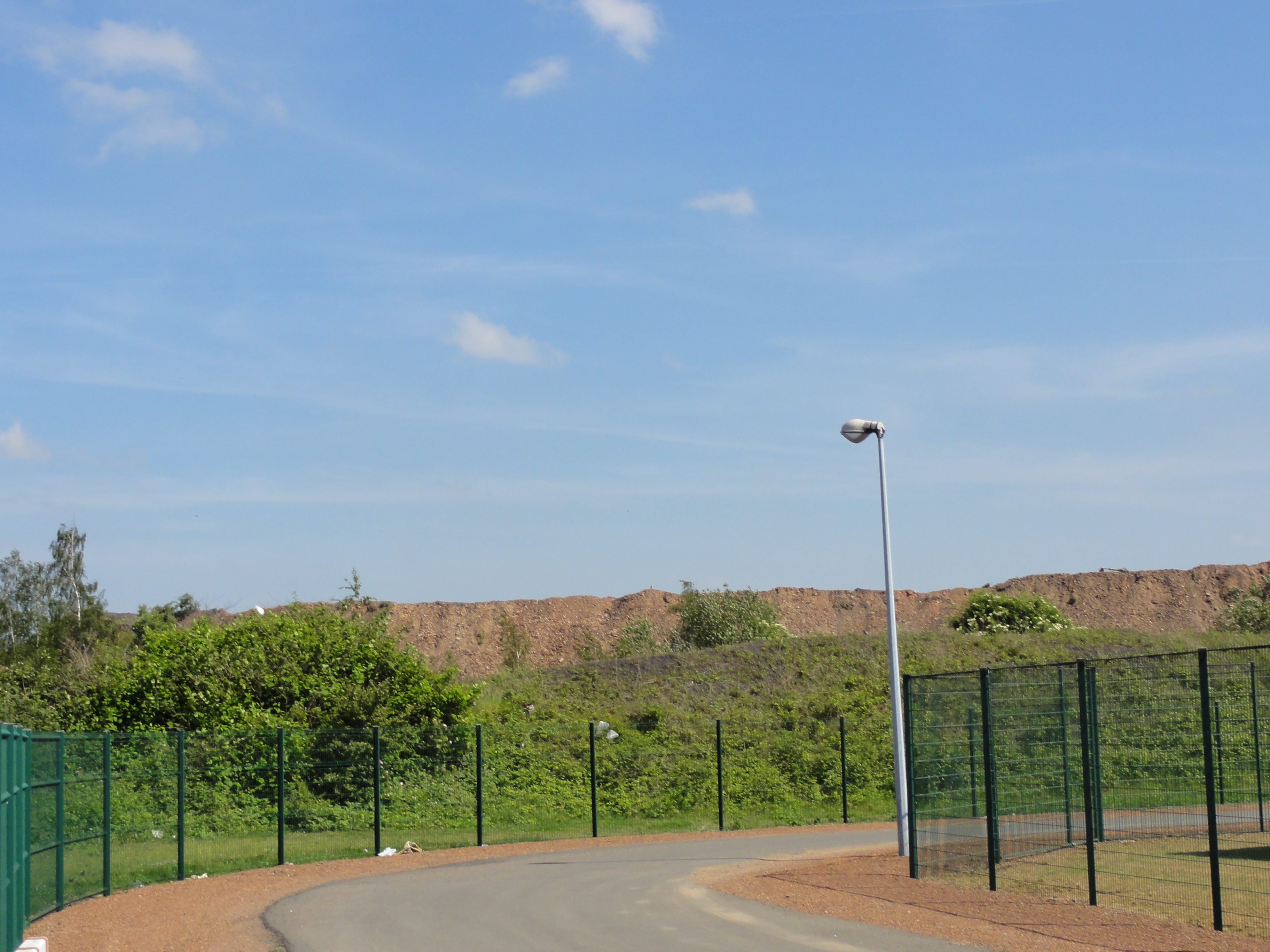
Le terril 7 de Liévin.

50° 24′ 00″ N, 2° 49′ 07″ E
Le terril no 76, 7 de Liévin, situé à Avion, est le terril conique de la fosse no 7 - 7 bis des mines de Liévin. Il est en cours d'exploitation, et il n'en reste que la base.

## Les cités
De vastes cités ont été bâties aux abords de la fosse. La cité-jardin du Bouvier et son école, et la cité de corons des Pinchonvalles, font partie des 353 éléments répartis sur 109 sites qui ont été classés le 30 juin 2012 au patrimoine mondial de l'Unesco. Elles constituent le site no 76.

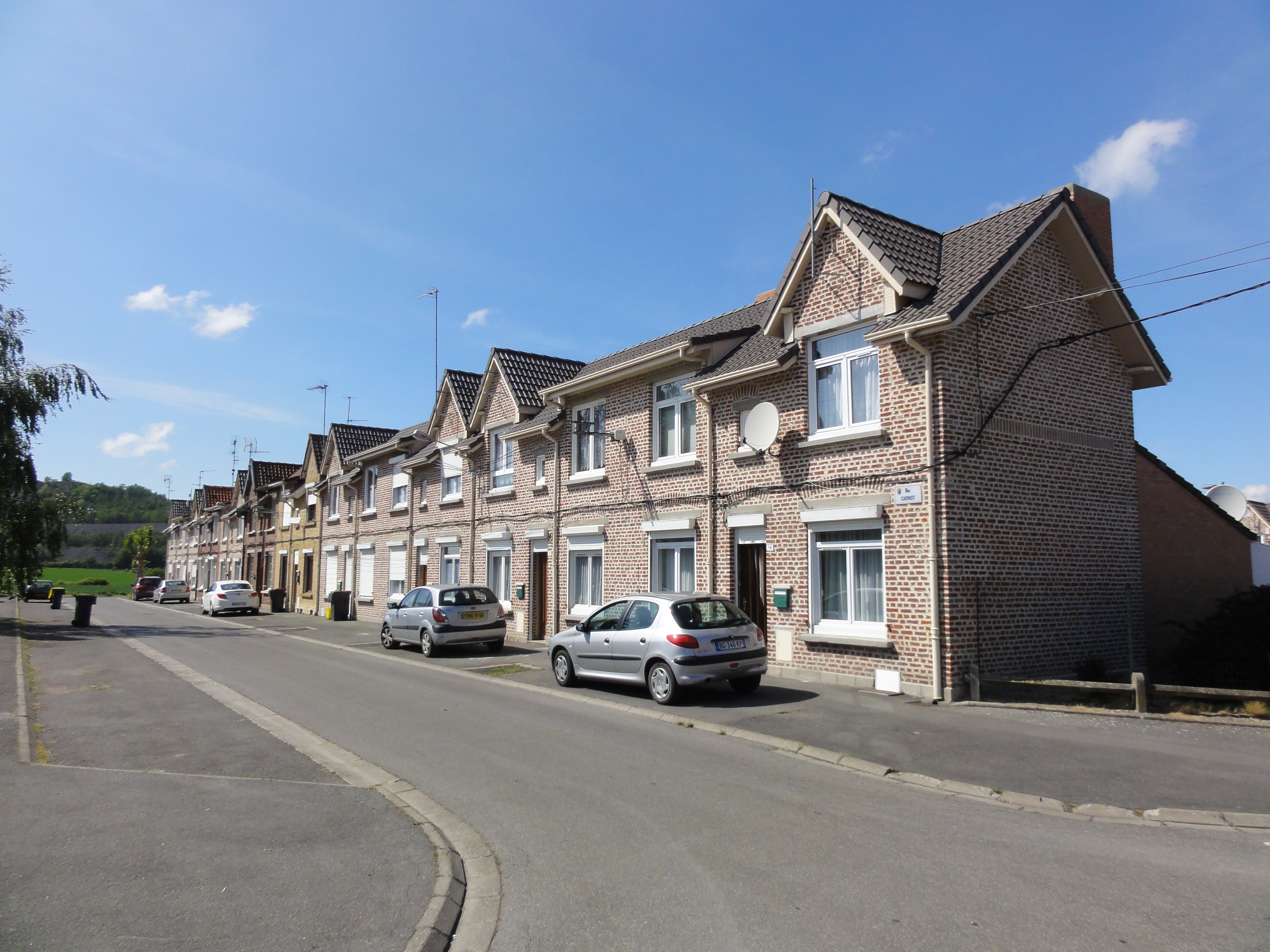
Des corons.
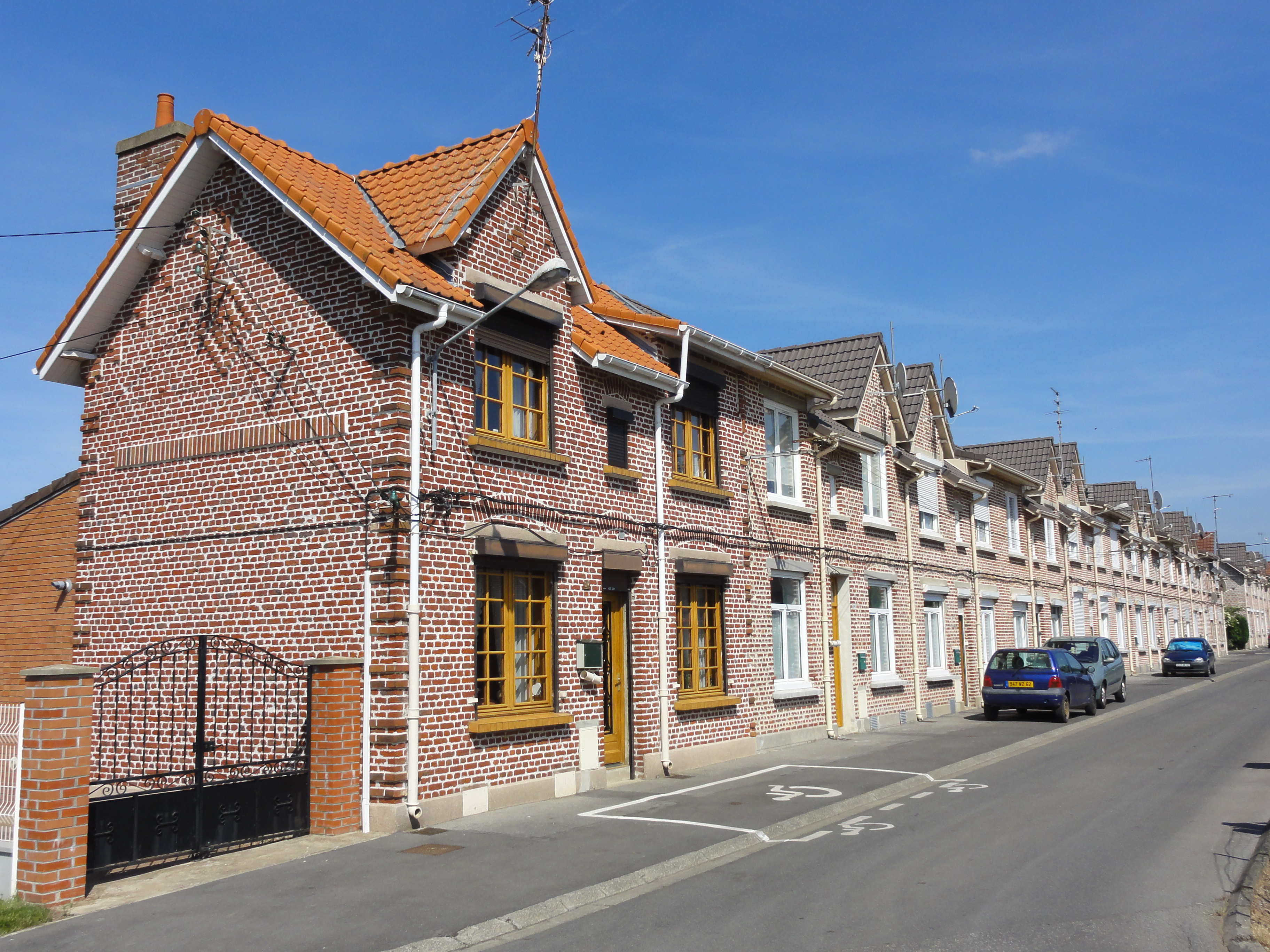
Des corons.
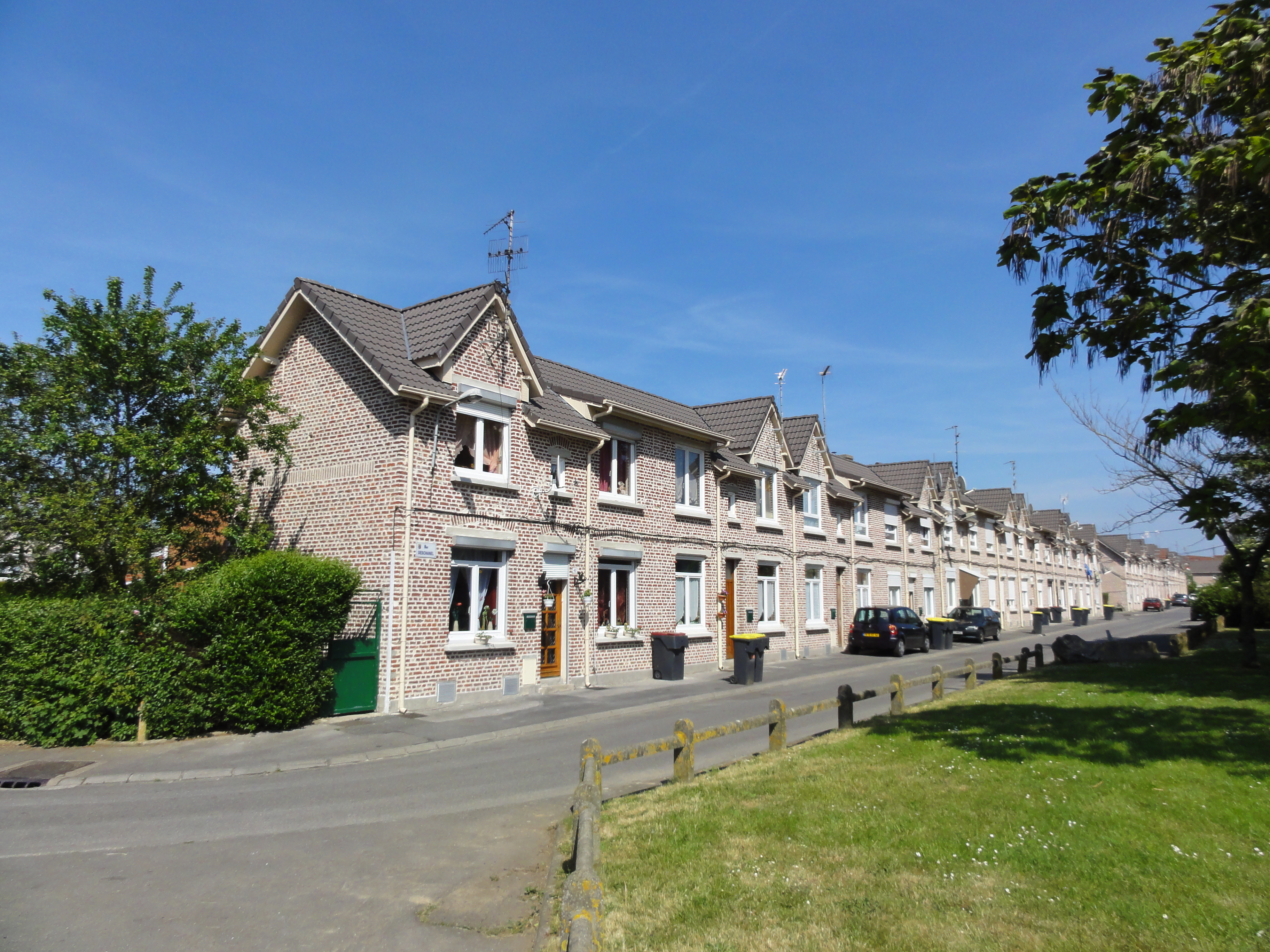
Des corons.
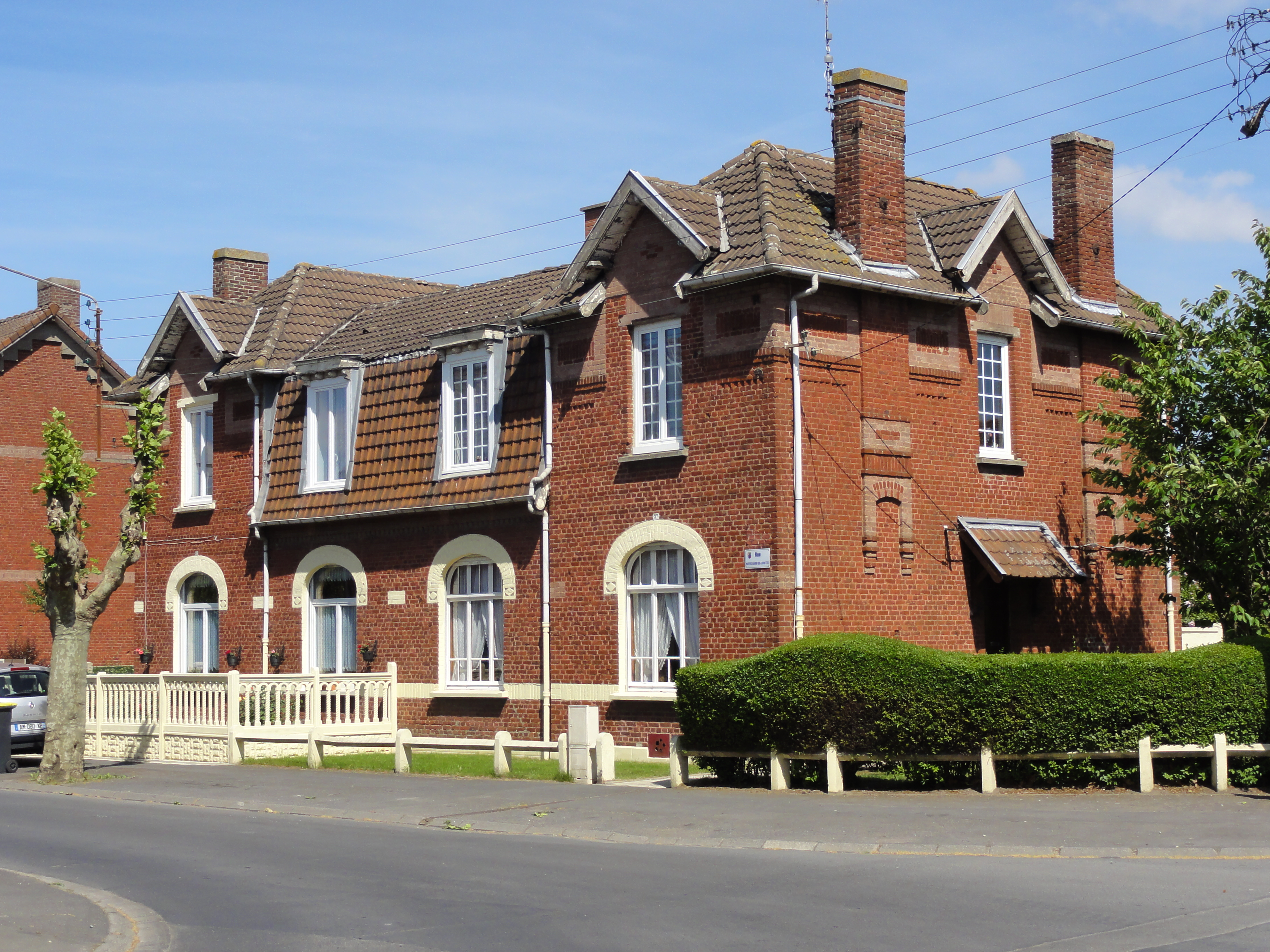
Des habitations d'ingénieurs.
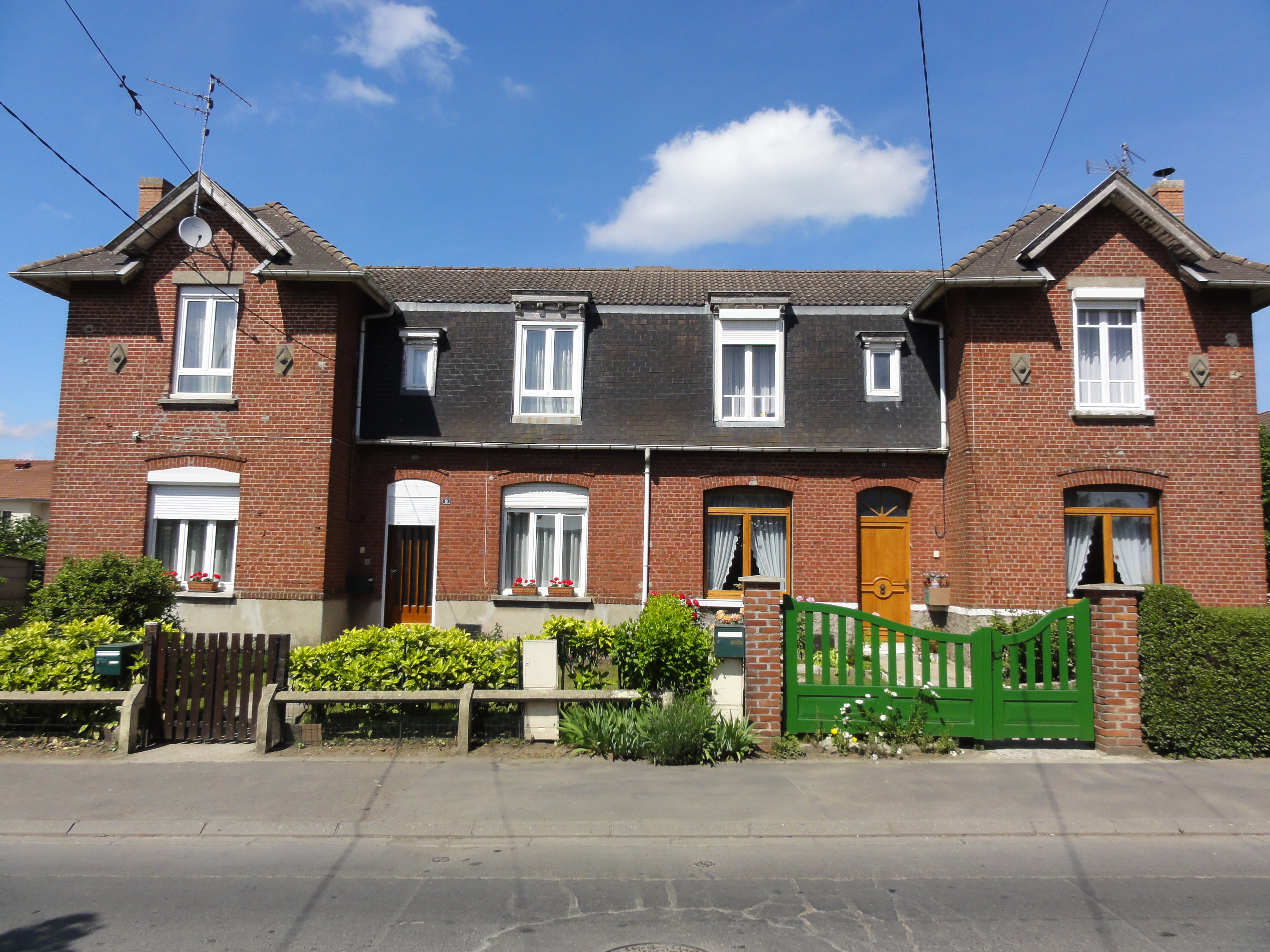
Des habitations d'ingénieurs.
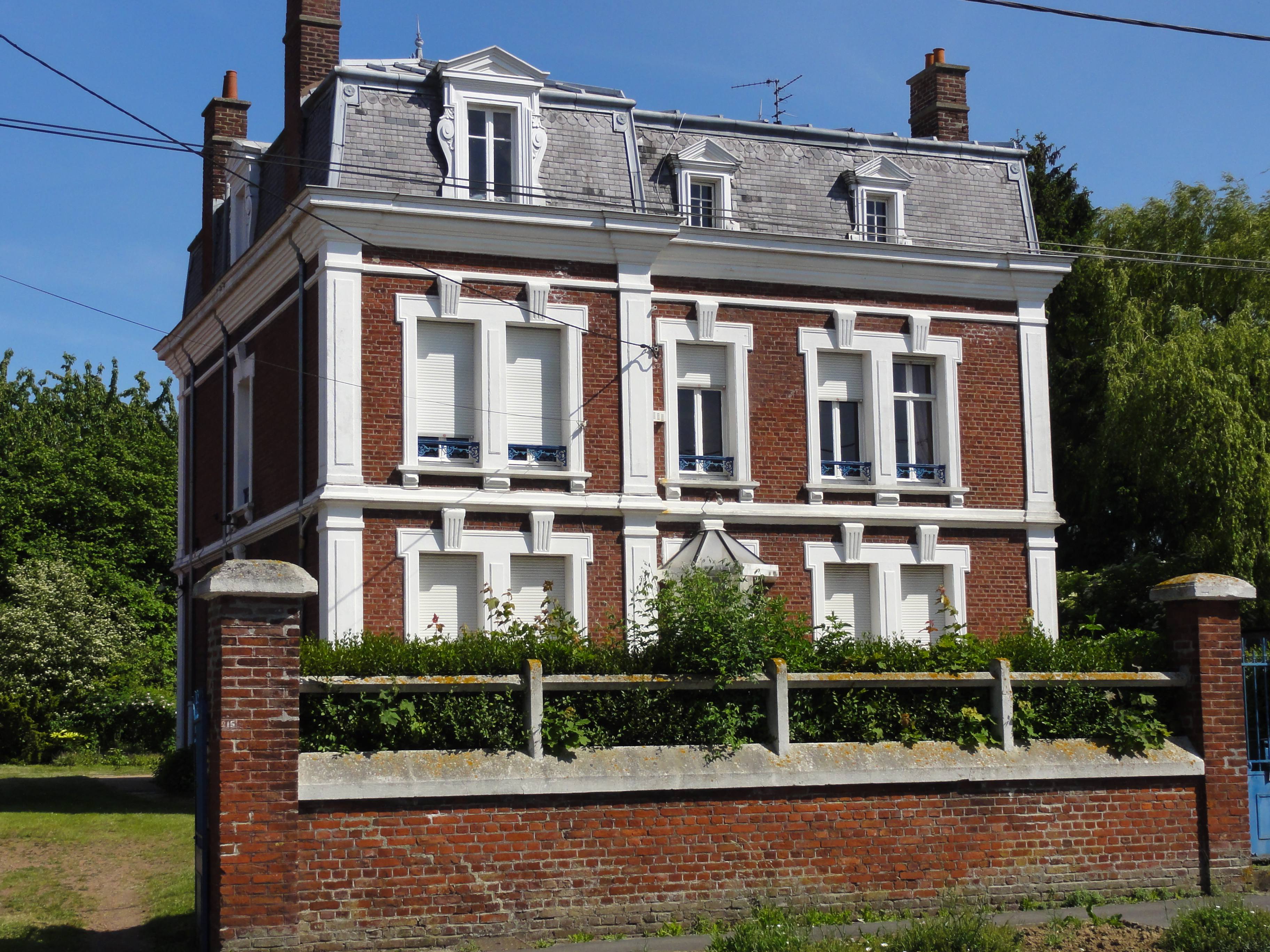
L'habitation du directeur.